# Güneli Gün
Güneli Gün (født i Urfa i 1939) er en tyrkisk forfatter, oversætter og underviser. Hun voksede op flere steder i Tyrkiet men primært i Izmir hvor hun gik på den private American School for Girls. Hun flyttede senere til USA, hvor hun studerede ved Hollins College i Virginia og senere ved Johns Hopkins University i Maryland.
Hun lever i dag USA og skriver på engelsk. Hun har i mange år undervist i kreativ skrivning og kvindestudier på Oberlin College og har oversat flere tyrkiske bøger til engelsk.
Hendes Book of trances fremkaldte denne kommentar fra John Barth[kilde mangler]:
| Citat | Güneli Gün er en skarpsindig og magisk tyrkisk-amerikansk historiefortæller, barn af García Márquez og Scheherazade. | Citat |
|       | |       |

På dansk er udkommet På vejen til Bagdad.